# レクサム
レクサム (英語: Wrexham、ウェールズ語: Wrecsam) は、イギリス・ウェールズの都市。シティ・ステータスを持っている。同名のカウンティ・バラのレクサム内では、東部の主要エリアを占めている。

## 概要
イングランドのチェシャーとは至近距離にある。
2001年の国勢調査では、レクサムの中心部の人口は42,576人、国家統計局の定義するレクサム・アーバン・エリアの人口は63,084人で、ウェールズで7番目に大きな都市であった。
レクサム・カウンティ・バラは、50,500m2の面積を占め、人口は13万人と超えている。

## 歴史

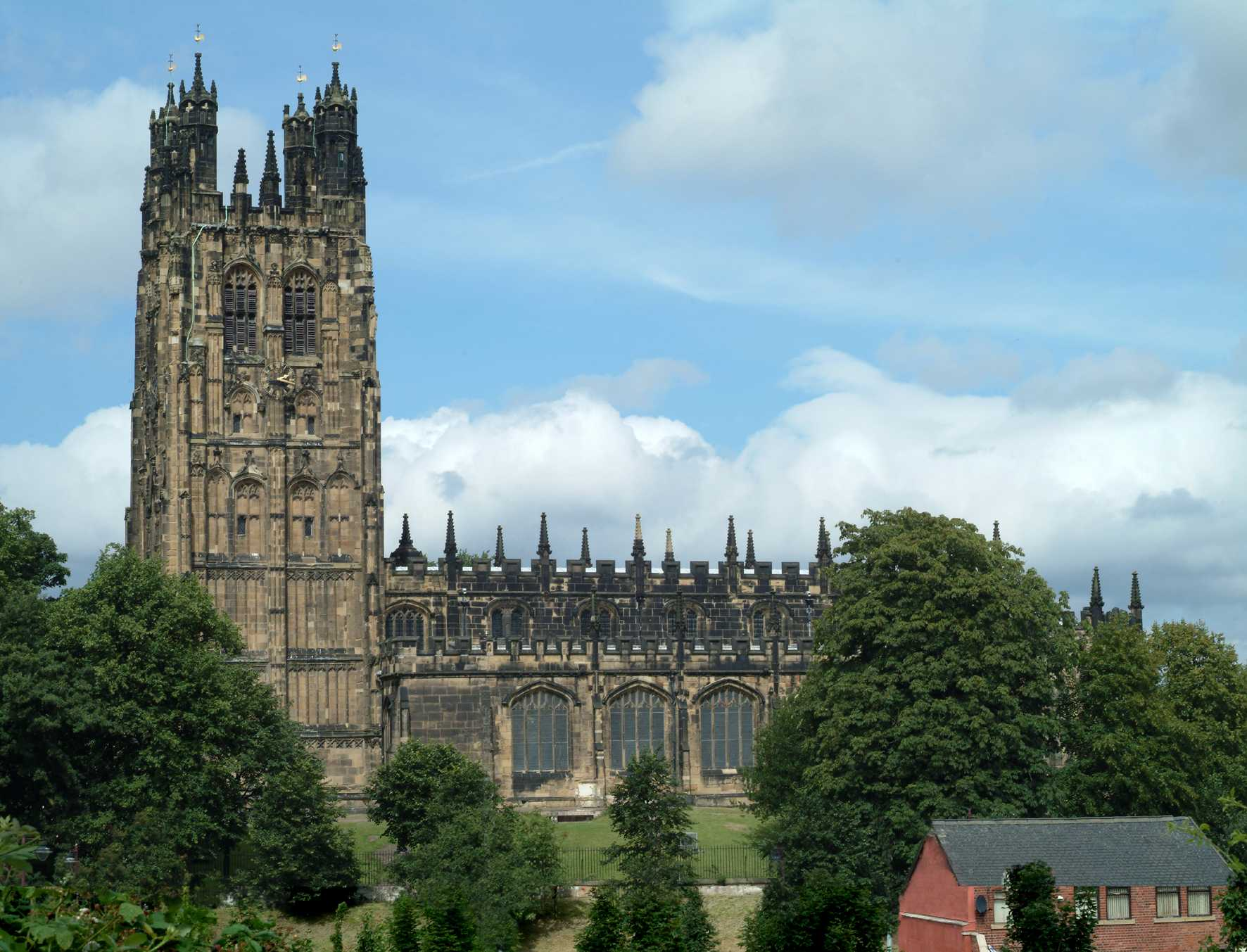
レクサム大聖堂

中世のレクサムは農業地域のマーケットタウンであった。手工業は皮革業が盛んで、皮を剥ぐ職人、なめす職人などが多かった。牛の角は、櫛やボタンなどに使われていた。また釘を製造する職人もいた。
18世紀中旬、レクサムはもはや小さなマーケット・タウンとは呼べない人口約2,000人の町に成長していた。18世紀後半、産業革命によって、レクサムは急速に発展した。

## スポーツ
- レクサムFC

## 姉妹都市
- イーザーローン、ドイツ
- ラチブシュ、ポーランド

## 出身人物
- オーウェン・エドワーズ - アイスダンス選手
- ジェイソン・クーマス - サッカー選手
- チャールズ・ドッド - 聖書学者
- マーク・ヒューズ - サッカー選手
- ロビー・サヴェージ - サッカー選手
- ネコ・ウィリアムズ - サッカー選手